# Couddes
Couddes település Franciaországban, Loir-et-Cher megyében. Lakosainak száma 534 fő (2022. január 1.). Couddes Chémery, Choussy, Méhers, Oisly, Saint-Romain-sur-Cher és Sassay községekkel határos.

## Népesség
A település népességének változása:
| Lakosok száma | 528  | 520  | 485  | 512  | 521  | 535  | 546  | 551  | 545  | 534  |
|               | 1968 | 1982 | 1990 | 2006 | 2013 | 2015 | 2017 | 2019 | 2020 | 2022 |